# マリオスポーツ スーパースターズ
『マリオスポーツ スーパースターズ』 (MARIO SPORTS SUPERSTARS）は、任天堂が2017年3月30日に発売したニンテンドー3DS用ゲームソフトである。ヨーロッパでは同年3月10日、アメリカでは同年3月24日に発売。

## 概要
本作はサッカー・ベースボール・テニス・ゴルフ・乗馬レースの5つの競技がひとつになったスポーツゲームであり、それぞれ簡単操作で本格的なスポーツゲームを楽しめる内容になっている。
すべての競技がローカルプレイおよびインターネット対戦に対応している。
開発はサッカー・ベースボール・乗馬レースをバンダイナムコスタジオが、テニス・ゴルフをキャメロットが担当。

## 収録競技

### サッカー
マリオシリーズでは初めて11対11の正規ルールが採用された。戦略に合わせ、様々なフォーメーションを組むことができる。マリオのサッカーならではのスペシャル技を使うことも可能。

### ベースボール
ピッチング、バッティングをそれぞれ直感的な操作でプレイすることができる。キャラクターの個性に合わせ、打順やポジションを変更することも可能。

### テニス
過去のマリオテニスシリーズと同様、シンプルなボタン操作で様々なショットを打ち分けることが可能。『マリオテニス ウルトラスマッシュ』のジャンプショットやウルトラスマッシュが引き続き採用されている。

### ゴルフ
新たに4つのコース・計36ホールが収録。地形や天候の影響を受けるといった、リアリティなゴルフを楽しめる。ルールやシステムは『マリオゴルフ ワールドツアー』に基づいている。

### 乗馬レース
全12コース。マリオシリーズ初収録。6頭の馬で競い合い、ゴールを目指す。馬はレース中スタミナを消費するが、ニンジンを取ることによって回復する。
お気に入りの馬と仲良くなれる「ふれあいモード」もあり、馬を撫でてあげたり、アクセサリーをつけてあげることができる。

## モード
トーナメント
エキシビション

## 登場キャラクター

### メインキャラクター
すべての競技で使用可能。
- マリオ
- ルイージ
- ヨッシー
- キャサリン
- ピーチ
- デイジー
- ワルイージ
- テレサ
- ベビィマリオ
- ベビィルイージ
- ディディーコング
- クッパJr.
- ドンキーコング
- ワリオ
- クッパ
- ロゼッタ
- メタルマリオ（隠しキャラクター）
- ピンクゴールドピーチ（隠しキャラクター）

### サブキャラクター
サッカーおよびベースボールで登場。
- クリボー・ほねクリボー
- ノコノコ（緑・赤・青・黄）
- ヘイホー（赤・青・黄・緑）
- ハンマーブロス・ブーメランブロス・ファイアブロス
- ペンギンキノピオ（青・黄）
- ブンブン・プンプン

## amiibo
「『マリオスポーツ スーパースターズ』amiiboカード」を読み込むことにより、通常は「チャンピオンカップ」のクリア後に使用可能となる高い能力のキャラクター「スターキャラ」をすぐに使えるようになる。また、新たなモード「スーパースターへの道」をプレイできるようになり、これをクリアするとスターキャラよりも更に能力が高い「スーパースターキャラ」が使用可能になる。カードは全90種類で、5枚1パックで市販されているほか、初回生産分のパッケージ版にはランダムで1枚が同梱されている。
また、上記のamiiboカードやそれ以外のamiiboを読み込むと、ゲーム内の収集要素「コレクションカード」の3枚パックを1日3回まで入手できる。